# Veksø Kirke
Veksø Kirke ligger i landsbyen Veksø ca. 14 km SØ for Frederikssund (Region Hovedstaden).

## Veksøstagen
Veksø kirke er kendt for Veksøstagen (eller Stagen fra Veksø), som er et levn fra før reformationen. Den menes at have været brugt i forbindelse med dåbsritualet.

## Eksterne kilder og henvisninger
- Veksø Kirke på KortTilKirken.dk
- Veksø Kirke hos danmarkskirker.natmus.dk (Danmarks Kirker, Nationalmuseet)

55°45′16″N 12°14′33″Ø / 55.75439°N 12.24251°Ø